# Missionsdominikanerinnen vom hl. Herzen Jesu
Die Ordensgemeinschaft der Missionsdominikanerinnen vom hl. Herzen Jesu (Strahlfelder Missionsdominikanerinnen) wurde 1891 in Simbabwe für den Einsatz in Afrika gegründet. Der Orden zählt heute ca. 350 Schwestern.

## Geschichte
Die Wurzeln der Missionsdominikanerinnen vom hl. Herzen Jesu sind im Dominikanerinnenkloster St. Ursula in Augsburg, einem der frühen Klöster des Dominikanerordens. Von dort aus hatte 1877 eine kleine Gruppe von Schwestern in King Willam’s Town eine neue Kongregation gegründet. Aus dieser Kongregation ist 1891 im damaligen Rhodesien die Gemeinschaft der Missionsdominikanerinnen vom hl. Herzen Jesu hervorgegangen. 1917 hatten zwei Schwestern und drei Novizinnen bei einem Erholungsurlaub in Deutschland das Kloster Strahlfeld gegründet, das zur Ausbildungsstätte von jungen Missionarinnen wurde.

## Tätigkeiten in Deutschland
Die Schwestern sind in den Diözesen Regensburg, Köln, München und Hildesheim angesiedelt. Dort sind sie in der Pastoral tätig – in der Gemeinde- und Krankenhausseelsorge, in Exerzitienarbeit und geistlicher Begleitung, in kreativen Schaffen, in der Altenpflege und im heilpädagogischen Bereich. Zudem geben sie gemeinsam mit 24 missionierenden Orden das Missionsmagazin „Kontinente“ heraus.

## Tätigkeiten außerhalb Deutschlands
In Afrika sind die Missionsdominikanerinnen am meisten in Simbabwe und Sambia tätig. Dort hat der Schwesternorden auch den meisten Ordensnachwuchs. Sie sind in Schulen unterschiedlicher Arten, in der Krankenpflege, im sozial-caritativen Bereich und in der Pastoral tätig.
Kleine Schwesterngruppen befinden sich in Kenia, Kolumbien und England.

## Bekannte Schwestern
- Magdala Christa Lewandowski